# Scopula analogia
Scopula analogia là một loài bướm đêm trong họ Geometridae.